# Hortipes salticola
Hortipes salticola là một loài nhện trong họ Corinnidae.
Loài này thuộc chi Hortipes. Hortipes salticola được miêu tả năm 2000 bởi Bosselaers & Rudy Jocqué.